# EasyTAG

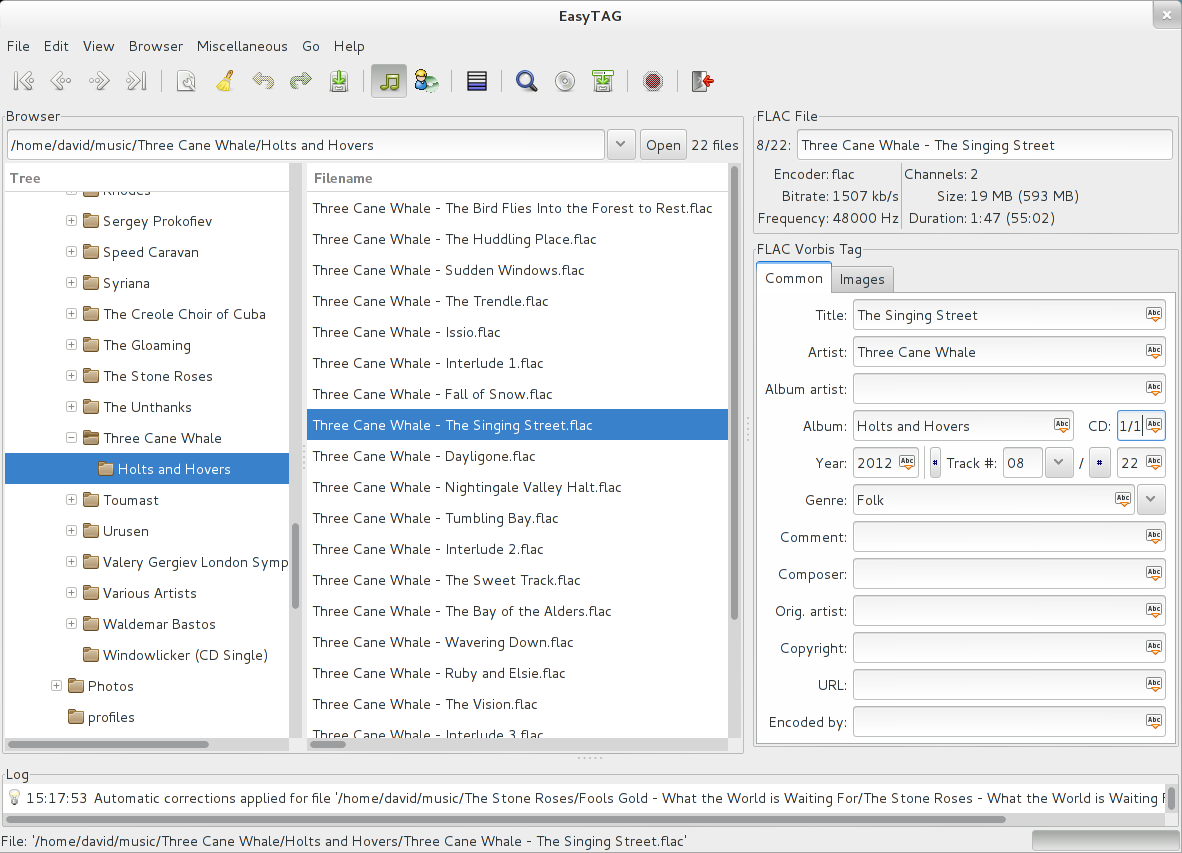
Okno programu w wersji 2.1.9

EasyTag – graficzny edytor tagów dla GNU/Linux i Windows, dystrybuowany na zasadach licencji GNU General Public License. 

## Cechy i funkcjonalność
Program obsługuje formaty:
- MP3,
- MP2,
- FLAC,
- Ogg Vorbis,
- MP4/AAC,
- MPC,
- APE.